# Central Nuclear Donald C. Cook

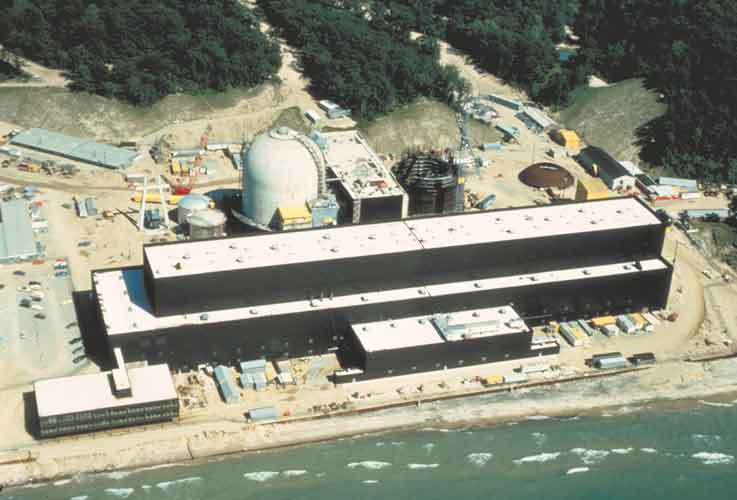
Fotografía de la construcción: La Unidad 1 está a la izquierda vista desde la línea de la orilla del lago Míchigan.

La Central Nuclear Donald C. Cook está situada en la población de Bridgman, Míchigan que es parte del Condado de Berrien, en un emplazamiento de 2,6 km² cerca de St. Joseph, Míchigan, Estados Unidos. La planta es propiedad de la American Electric Power (AEP) y de su funcionamiento se ocupa la Indiana and Michigan Power Company. Actualmente (2006) es la única planta de energía nuclear de la compañía, y dispone de dos reactores nucleares.
Su coste de construcción fue de 1,3 millardos de dólares, y produce suficiente electricidad para atender las necesidades de una ciudad con una población de 1.250.000 habitantes.
|                                                  | Unidad 1              | Unidad 2                |
| ------------------------------------------------ | --------------------- | ----------------------- |
| Tipo de Reactor                                  | PWR                   | PWR                     |
| Fabricante del reactor                           | Westinghouse          | Westinghouse            |
| Fabricante de la turbina                         | General Electric      | Brown Boveri            |
| Capacidad de generación                          | 1.020 megavatios      | 1.090 megavatios        |
| Sistema de Conexión                              | 345.000 voltios       | 765.000 voltios         |
| Inicio de la construcción                        | 1 de marzo de 1969    | 1 de marzo de 1969      |
| Conexión a la red                                | 10 de febrero de 1975 | 22 de marzo de 1978     |
| Fecha de funcionamiento                          | 27 de agosto de 1975  | 1 de julio de 1978      |
| Caducidad del permiso inicial                    | 25 de octubre de 2014 | 23 de diciembre de 2017 |
| Vencimiento del permiso renovado (Si se aprueba) | 2034                  | 2037                    |

## Vencimiento del permiso y su renovación
El permiso de la Unidad Uno es vigente hasta 2014 y el de la Unidad Dos hasta 2017. Se han presentado peticiones a la Nuclear Regulatory Commission para prórrogas por 20 años.